# آگروبنک
آگروبنک (انگلیسی: Agrobank) شرکت دولتی خدمات مالی و بانکداری مالزیایی است، که در سال ۱۹۶۹ تأسیس شد.

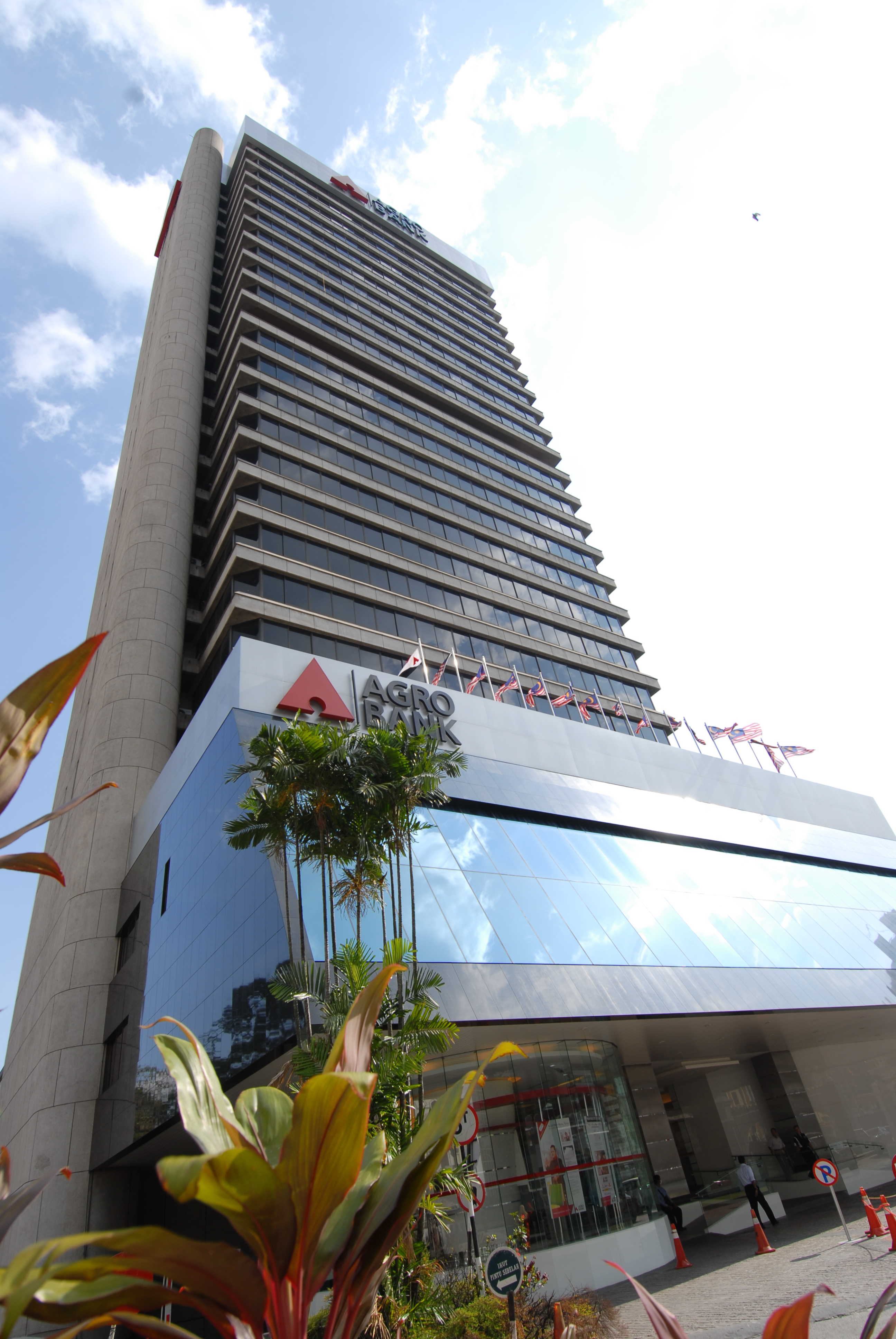
دفتر مرکزی آگروبنک در کوالا لامپور